# Pont-l'Évêque (Calvados)
Pont-l'Évêque es una comuna nueva francesa situada en el departamento de Calvados, de la región de Normandía.

## Geografía
Está ubicada en el noreste del departamento, a 12 km al sur del canal de la Mancha y a 16 km al norte de Lisieux.

## Historia
En 1860 absorbe la totalidad de la comuna de Sainte-Melaine y, con Saint-Julien-sur-Calonne, la comuna de Launay-sur-Calonne.
El 1 de enero de 2019 pasa a ser una comuna nueva al absorber la comuna de Coudray-Rabut.

## Demografía
Según los datos aportados en la última resolución del prefecto de Calvados, la comuna pasa a tener 4892 habitantes.

## Composición
| Comuna fusionada | Código INSEE | Población   | Superficie (km²) | Densidad (hab./km²) |
| ---------------- | ------------ | ----------- | ---------------- | ------------------- |
| Coudray-Rabut    | 14185        | 322 (2018)  | 4.91             | 66                  |
| Pont-l'Évêque    | 14514        | 5116 (2022) | 8.07             | 634                 |

## Cultura
Se encuentra inscrito en la lista de la asociación de Les Plus Beaux Villages de France, siendo también conocido por ser la cuna del queso que lleva su nombre.

## Ciudades hermanadas
- Ottery St Mary, Inglaterra (1977)